# Energy Team
Energy Team est une équipe de course à la voile montée par les deux frères Loïck et Bruno Peyron en vue de la Coupe de l'America 2013. Cette équipe est sponsorisée par l'horloger Suisse Corum et par le fabricant de vêtements de voile Marinepool. Elle est toujours à la recherche d'un budget pour la Coupe.
En octobre 2010, les frères Peyron annoncent leur intention de participer à la Coupe de l'America. Le projet a été officiellement présenté le 9 février 2011 au siège du Yacht Club de France à Paris par Bruno Peyron, Loïck Peyron participant à la Barcelona World Race avec Jean-Pierre Dick.

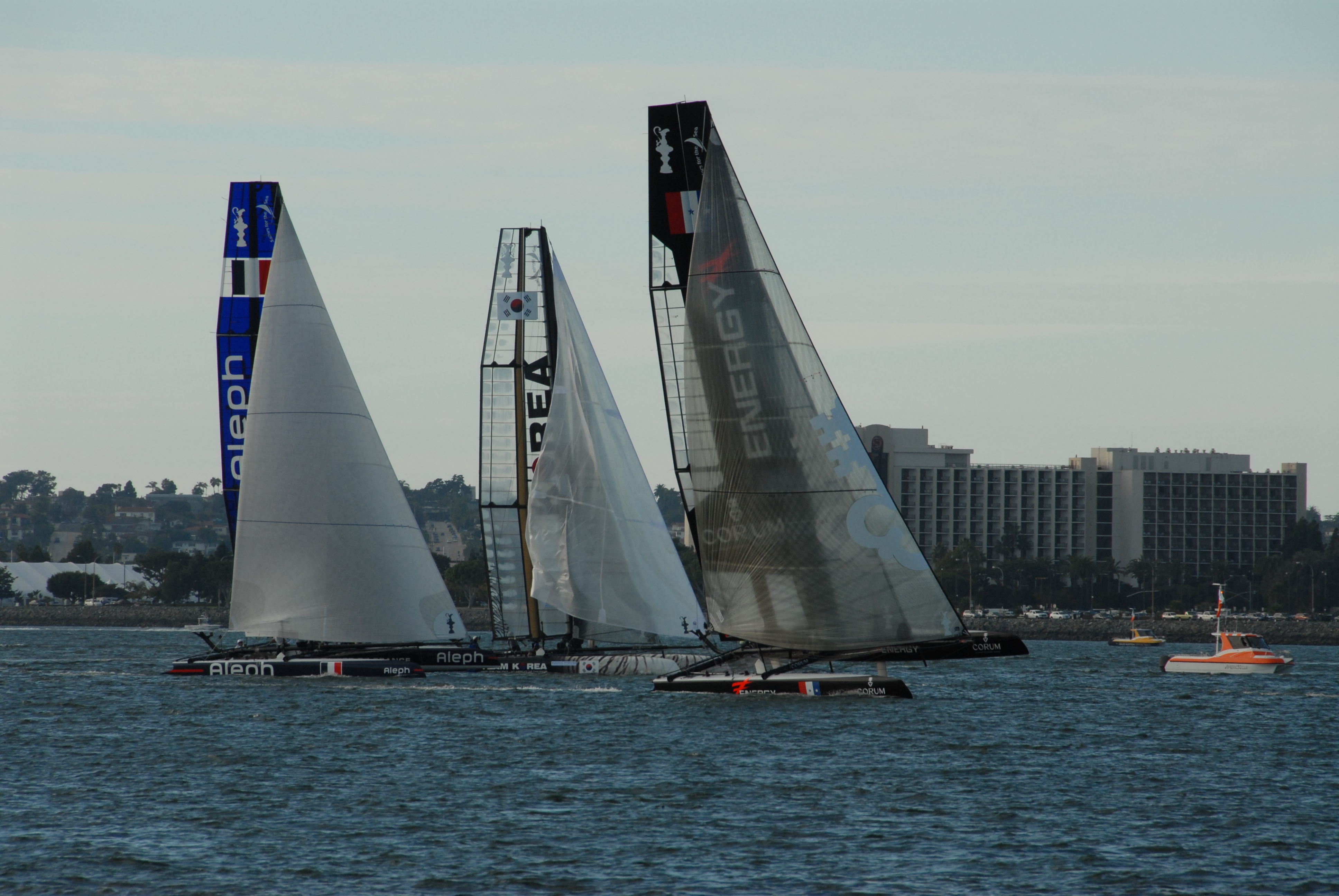
Au premier plan, l'AC45 Energy Team à San Diego

Energy Team participe aux America's Cup World Series avec l'AC 45 numéro 7 de la série, dont les voiles d'avant sont fournies par la voilerie Incidences. Ce défi est le seul, avec Team Korea, à ne pas avoir de voiles d'avant fabriquées chez North sails.
Une option pour la construction d'un AC72 a été placée au sein du chantier Multiplast à Vannes en vue de la Coupe Louis-Vuitton et de la Coupe de l'America.
Energy Team a terminé 3e de la course en flotte des AC World Series de San-Diego, avec Yann Guichard à la barre.
Energy Team a terminé 1er de la course en flotte des AC World Series de Venise, avec Loïck Peyron à la barre.

## Équipage

### AC 45
- Les barreurs de l'AC 45 sont Loïck Peyron et Yann Guichard, ce dernier barrant quand Loïck Peyron navigue sur Banque Populaire V puis Peyron lui donne la barre à Naples et la reprend à Venise.
- Le régleur de l'aile est l'Anglais Peter Greenhalgh et, à partir de Naples, le Suisse Arnaud Psarofaghis.
- Le numéro 1 est le Français Christophe André.
- Le trimmer est le Français Devan Le Bihan.
- Les régleurs sont le Français Jean-Sébastien Ponce puis le Français Arnaud Jarlegan.